# São Pedro de Moel
São Pedro de Moel é uma povoação com uma afamada praia adjacente que pertence à Freguesia e ao Município da Marinha Grande, na região do Centro, em Portugal. Segundo os Censos de 2011, residem neste lugar 389 pessoas. Fica totalmente inserido no Pinhal de Leiria, um pouco a sul da foz da Ribeira de Moel.
A praia aqui existente é muito procurada por famílias para descansar e gozar férias durante o período de Verão. A água do mar é fria e normalmente agitada, mas costuma permitir o banho. É regularmente utilizada para a prática de surf e bodyboard. Para quem gosta de desporto ao ar livre, existe um campo de ténis, e várias ciclovias. Na praia há um campo de jogos, normalmente com duas redes de vólei.
Existem vários hotéis, restaurantes, cafés e bares para acolher os turistas, bem como dois parques de campismo. 

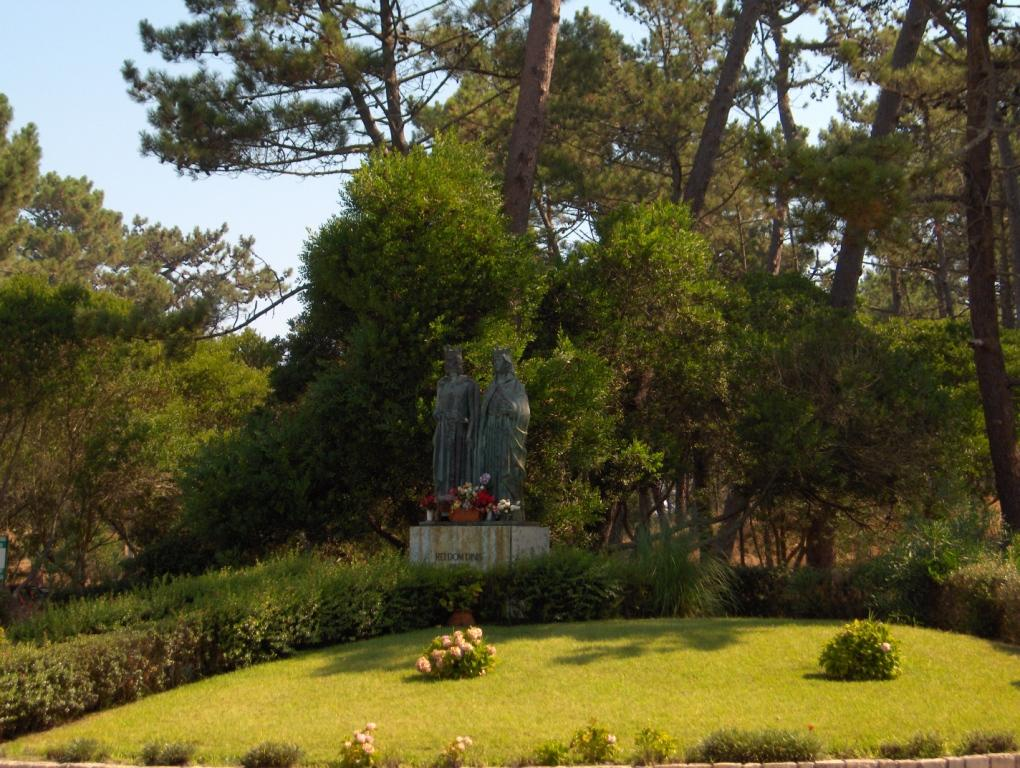
Estátua do Rei D. Dinis e da Rainha Santa Isabel

## Locais de interesse
Como pontos de interesse temos a norte, seguindo a linha da costa, o Penedo da Saudade - elevada falésia cortada a prumo - junto da qual está o Farol do Penedo da Saudade, depois a Praia da Concha e logo depois a Praia Velha, areal extenso que se prolonga até à Praia do Pedrógão, passando pela Praia da Vieira e foz do Rio Lis. Na Praia Velha desagua a ribeira de Moel, com margens pitorescas e densamente arborizadas.
A sul, encontramos as praias de Pedra do Ouro, Polvoeira, Paredes da Vitória e Água de Madeiros (todas pertencentes ao concelho de Alcobaça).
No interior do pinhal, na zona de São Pedro de Moel, existem vários parques de merendas extremamente agradáveis, bem como as famosas "Volta dos Sete" e "Volta dos Cinco", que são percursos lindíssimos que misturam mar, pinhal e praia, com pura floresta, fontes, ribeiros e riachos.

## História
São Pedro de Moel é uma povoação muito antiga. Alguns autores assinalam o povoamento árabe do local. Provavelmente, também, os fenícios se terão estabelecido na zona da praia, no séc. XIII a. C., como ponto de apoio para as suas viagens a caminho dos países do Norte da Europa.
Na carta de doação passada por D. Afonso Henriques ao Mosteiro de Alcobaça, aparece o nome Muel: " … atee a mata de Patayas, donde corta direito por entre a Pederneira, e Muel até chegar ao mar…" (" … inter ipsam Peterneiram, et Moer et mari jungitur"). Caso se tratasse de São Pedro de Moel é lícito considerar que esta povoação tinha existência anterior à nacionalidade.
Na dúvida, será natural considerar que a povoação tenha surgido apenas no reinado de D. Fernando. Foi nesta altura que São Pedro de Moel substituiu o velho porto em Paredes, mais ao sul.
Mais tarde, como parte integrante do termo de Leiria, entrou nas doações desta cidade feitas à Rainha Santa Isabel.
Em 1463 D. Afonso V doou São Pedro de Moel ao Conde de Vila Real. Esta avultada família possuía um palácio em Leiria e várias casas próprias em São Pedro de Moel. Mantiveram-se nesta praia até 1641, altura em que foram executados o último Marquês de Vila Real e o seu filho, o último Duque de Caminha. Nesta altura, a povoação passa a incluir-se nos bens da Casa do Infantado.
A Duquesa de Caminha, D. Joana Juliana Maria Máxima de Faro, filha benquista dos Condes de Faro, após enviuvar, chorava diariamente a morte de seu esposo num rochedo enorme e imponente desta praia, resultando daqui o seu nome, "Penedo da Saudade", no cimo do qual se encontra actualmente um farol com o mesmo nome. Assim nasceu a lenda do Penedo da Saudade, protagonizado pela Duquesa de Caminha: há quem afirme ainda que, ao ouvir nesse rochedo os murmúrios do mar, pode distinguir também, como em eco, as lamentações da jovem viúva…
A povoação começa a ser procurada como local de repouso e veraneio a partir do séc. XV porque "tinha o mar por perto, muita caça no pinhal, boas hortas e locais frescos com muita água".

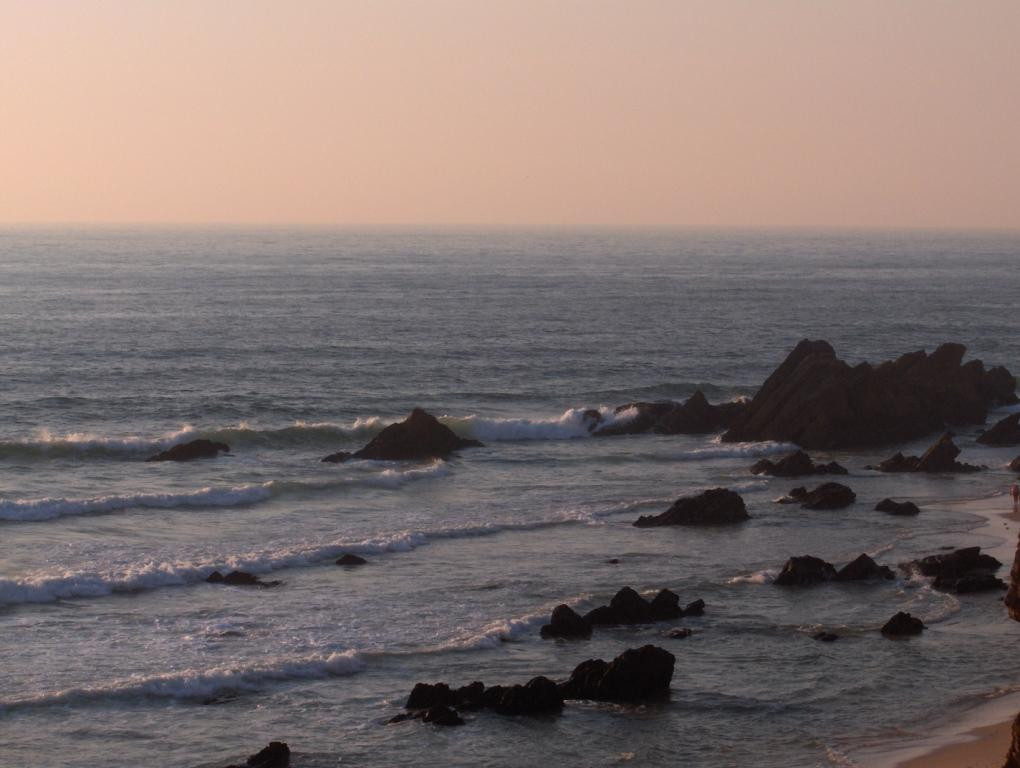
Visão sobre o mar da avenida marginal

Ao casar, em 1902, o poeta Afonso Lopes Vieira e a mulher, Helena Aboim, receberam dos pais deste a bonita casa (anteriormente pertença dos Marqueses de Vila Real, entre outros), onde o poeta se inspirava e escrevia, e recebia amigos para tertúlias.
É uma casa de grandes dimensões, com um terraço e um varandim (onde é visível um curioso relógio de sol) que ficam imediatamente acima da praia, e com uma belíssima capela decorada com motivos marítimos, dedicada a Nossa Senhora de Fátima, mandada construir pelo poeta para a sua mulher, inaugurando-a em 12 de Agosto de 1929. É esta capela que dá à propriedade o nome de "Casa-Búzio"; curiosamente, o poeta chamava-lhe “Casa-Nau”.
Mais tarde, em 1938, esta casa foi deixada em testamento pelo poeta à Câmara Municipal da Marinha Grande, para funcionar como colónia balnear para filhos de vidreiros e guardas florestais, o que vem a acontecer desde 1949. Mais recentemente, a colónia funciona de uma forma mais aberta a todas as crianças do concelho, ou de outros concelhos que com o Município da Marinha Grande tenham relação.
Actualmente, no primeiro andar funciona também (apenas durante a "época alta" do verão), como Casa-Museu (dedicada ao poeta), tendo patente uma exposição sobre a vida de Afonso Lopes Vieira, e guardando no seu interior diversos objectos pessoais deste ilustre poeta que escreveu grande parte da sua obra em São Pedro de Moel.

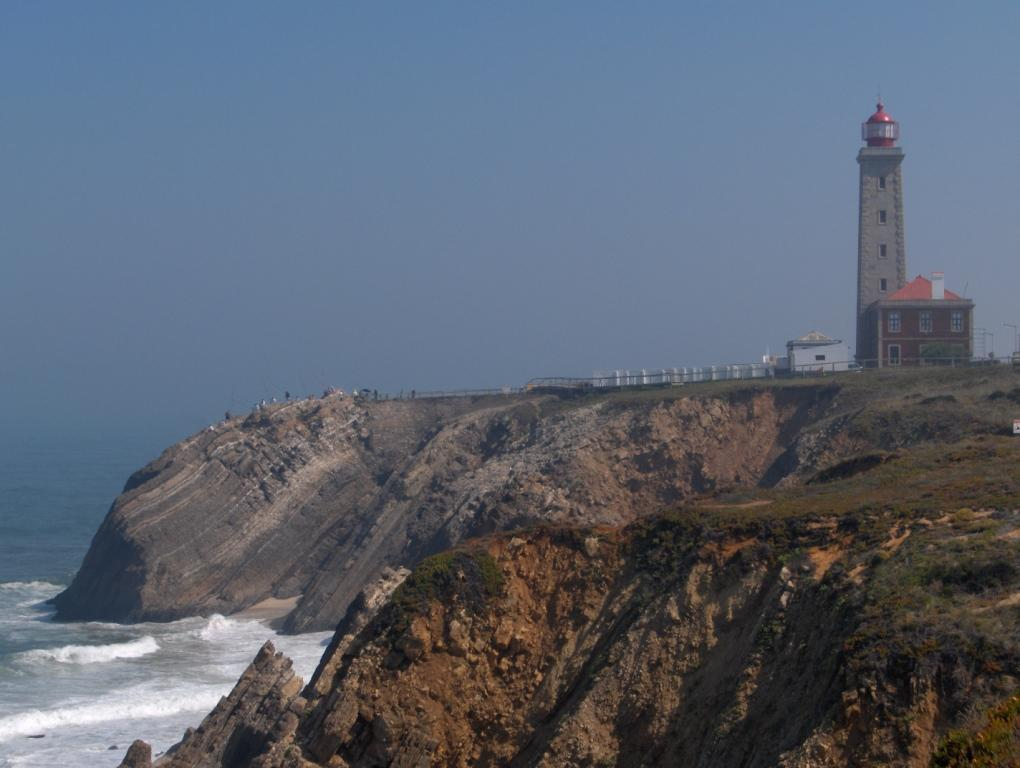
Farol "Penedo da Saudade"

São Pedro de Moel teve durante os séculos XVIII e XIX uma serração de madeira, uma fábrica de resinas e vários  armazéns em frente ao porto. O auge destas actividades económicas dá-se quando o Ministro Martinho de Melo e Castro ordena que os embarques de madeira do Pinhal do Rei se façam pelo porto de São Pedro de Moel, em detrimento dos portos da Figueira da Foz e de São Martinho do Porto. Em 1824, estes edifícios foram extintos em virtude de um incêndio num pinhal contíguo.  A importância do porto foi diminuindo à medida que o relevo da costa se foi alterando, o que foi tornando o porto impraticável, sendo hoje inexistente.
Em finais do século XIX começaram a surgir pedidos para a construção de casas, junto à zona dos antigos armazéns (onde hoje é a Praça Afonso Lopes Vieira). Face a estes pedidos, a administração florestal, liderada por Luciano António Migueis, elabora em 1860 um “plano das edificações a erigir”. Em 1880 inicia-se a estrada que liga São Pedro de Moel à Marinha Grande.
Já no início do século XX é construída a fonte da praça. Em 1911 havia 76 habitantes. Em 1912, ao norte da praia, é inaugurado o Farol do Penedo da Saudade, que servia não só de aviso à navegação mas também para detectar fogos no Pinhal.
A iluminação pública, feita a partir de candeeiros de petróleo, chegava a este aglomerado em 1922. Toda a área da praia pertencia às Matas Nacionais, mas em 8 de Novembro de 1923 foi entregue à Câmara Municipal da Marinha Grande que a urbanizou e desenvolveu de uma forma controlada, abrindo novas ruas e dotando-a com diversos melhoramentos. Entre estes avulta a construção da nova capela. No ano seguinte é elaborado o “plano ou projecto de traçado da povoação” e em 1927 a povoação é considerada “centro urbano”.
Em 1930 inicia-se a construção do Bairro Novo, hoje conhecido como Bairro dos Naturais, primeiro grande passo para o desenvolvimento urbano do lugar.
Em 1931 é inaugurado o "Casino", único centro recreativo e cultural da povoação, e  espaço que serviu de ponto de encontro dos frequentadores da praia, onde se faziam tertúlias, as eleições da Miss Praia, e que chegou até a acolher uma sala de cinema.
Finalmente, em 1936 é instalada a central eléctrica. Em 1947 residiam em São Pedro de Moel 131 habitantes. Em 1955 a capela é demolida, sendo construída no seu lugar a actual igreja, da autoria do arquitecto Manuel Raposo.
À medida que foi crescendo, São Pedro de Moel foi sendo maioritariamente habitado por pessoas com posses económicas acima da média, nomeadamente comerciantes abastados, artistas bem sucedidos, mas principalmente os industriais da Marinha Grande e Leiria. Outras famílias vieram de sítios mais longínquos, nomeadamente de Lisboa, Coimbra e Santarém, construindo ou comprando casas que utilizavam em férias ou em fins-de-semana.
Existem também famílias originárias deste lugar, como é o caso das famílias Boiça, Moiteiro e Tojeira. Estas famílias estiveram tradicionalmente ligadas a actividades agrícolas e piscatórias, e, de uma forma mais importante, à praia, onde faziam o serviço de banheiros. Muitas pessoas ficaram a dever a vida a membros destas famílias. Outras famílias foram pioneiras no desenvolvimento das infra-estruturas habitacionais e turísticas na localidade, neste caso a família Barosa.
O facto de ser uma praia com bastante procura (e pouco extensa para construção de moradias) levou à construção de pensões e hotéis nos anos 60. Destes, os mais conhecidos e tradicionais são o "Hotel Mar e Sol", a antiga "Pensão Miramar" entretanto convertida em "Hotel Miramar", o "Hotel São Pedro" (actualmente Pensão São Pedro, embora fechado), e a "Pensão D. Dinis" e a "Pensão Rosa", já extintas.
No final dos anos 60, foi iniciado o processo de construção do complexo de piscinas iniciado pelo Presidente da Câmara da Marinha Grande na altura, Manuel Santos Barosa e inaugurado pelo Presidente da Republica, Américo Tomás. Para tal, foi demolido o "Casino", pouco tempo depois de um pequeno moínho que existiu ali ao lado. Foi feito o arruamento que leva até à piscina, o paredão que dá acesso à parte mais a sul da praia, e no local do "Casino" foi construído um novo café, e casas de banho públicas para os praiantes. Muitos ainda recordam com saudade o "Casino".
No fim da década de 80 podiam contabilizar-se dois hotéis, duas pensões, quatro residenciais, dois parques de campismo e ainda uma pousada da juventude, acrescentando assim a oferta para os veraneantes que procuravam gozar as suas férias nesta praia. Em 1991, São Pedro de Moel tinha 267 habitantes.
É por todo este passado de turismo abastado que muitas pessoas vêem esta praia como sendo elitista, embora cada vez mais apresente utilizadores de diversos estratos sociais.